# Auctionata
Auctionata war ein Live-Stream-Auktionshaus und Versandhändler für Luxusobjekte, Kunst, Antiquitäten und Sammlerstücke mit Sitz in Berlin und New York. Das Unternehmen betrieb ein Netzwerk von mehr als 300 Experten aus 40 Ländern, das Auktionsobjekte aus mehr als 100 Kategorien bewertete. Das Unternehmen wurde 2012 gegründet, der Betrieb 2017 stillgelegt.

## Geschichte
Auctionata wurde 2012 von Alexander Zacke und Georg Untersalmberger mit Investorenkapital der Verlagsgruppe Georg von Holtzbrinck und der Otto Group in Berlin gegründet.
Im September 2012 ging der Onlineshop von Auctionata online. Im Dezember 2012 fand die erste Auktion statt, die per Live-Stream im Internet übertragen wurde und bei der ein Gesamtumsatz von 345.000 Euro erzielt wurde. Im März 2013 gab das Unternehmen den Abschluss einer weiteren Finanzierungsrunde über 20,2 Millionen US-Dollar bekannt. Neuer Investor war das Venture-Capital-Unternehmen Earlybird. Seit Mai 2013 fanden auf Auctionata wöchentliche Livestream-Auktionen in den Kategorien Oldtimer, Uhren, Wein, Schmuck, Design, Kunst und Antiquitäten statt.
Vom Mai bis Oktober 2013 ging das Unternehmen eine Reihe von Kooperationen mit verschiedenen Online-Marktplätzen für Luxusprodukte sowie einer Bank ein. Anfang Dezember 2013 wurde in Kooperation mit einem amerikanischen Unternehmen eine erste Auktion in den USA durchgeführt.
Im März 2015 erhielt Auctionata 42 Millionen Euro in einer weiteren Finanzierungsrunde (Series C). Diese Runde wurde von dem börsennotierten Finanzinvestor MCI Management aus Warschau angeführt. Weitere Investoren waren die Hearst Corporation und Bernard Arnault.
Im Juli 2015 gab das Unternehmen bekannt, im ersten Halbjahr 2015 einen Umsatz von 35,7 Millionen Euro erzielt zu haben, eine 195-prozentige Steigerung gegenüber dem Ergebnis des Vorjahreszeitraums. Nach Unternehmensangaben wurden im selben Zeitraum 123 Auktionen durchgeführt, an denen über 30.000 Bieter aus mehr als 140 Ländern teilnahmen. Nach eigenen Angaben war Auctionata im Juli 2015, gemessen an Umsatz und Mitarbeiterzahl, das größte Auktionshaus Deutschlands.
Im Mai 2016 fusionierten Auctionata und Paddle8, ein US-amerikanischer Wettbewerber des Unternehmens. Das dadurch entstandene Unternehmen zählte somit zu den zehn größten Auktionshäusern der Welt außerhalb Chinas und den am schnellsten wachsenden Unternehmen der Branche. Bereits vor der Fusion wurden die beiden Unternehmen an fünfter und neunter Stelle des Hiscox-Report geführt. Die gesamte Zahl der Nutzer stieg durch die Fusion auf 800.000. Im Dezember 2016 firmierte die Auctionata AG in Auctionata Paddle8 AG um.
Am 16. Januar 2017 wurde eine vorläufige Insolvenzverwaltung über das Vermögen der Gesellschaft angeordnet und dieser ein allgemeines Verfügungsverbot auferlegt.
Als Gründe für das Scheitern des Unternehmens wurde genannt, dass Auctionata ausschließlich auf Wachstum und Masse gesetzt habe. Durch die gewollt hohe Zahl von Auktionen pro Jahr habe man überwiegend Objekte im unteren Preissegment anbieten müssen, da jährlich nur eine geringe Zahl von hochwertigen Kunstgegenständen überhaupt auf den Markt käme. Zudem gehöre die Kunstbranche zu den konservativsten Sparten, ein seit vielen Jahren renommierter Name erzeuge das Vertrauen der Kunden, nicht die bloße Zahl der jährlich aufgerufenen Objekte oder eine forcierte Medienpräsenz. Durch die massenhafte Veranstaltung von Auktionen am Fließband habe man den Versteigerungen den besonderen Charakter genommen.
Anfang März 2017 wurde bekannt, dass Auctionata den Betrieb einstellen wird, da kein Investor für eine Fortführung gefunden werden konnte. Historia Auktionen (Christian Gründel & Vincent ten Vergert GbR) übernahm die Web- und Namensrechte von Auctionata.

## Live-Auktionen
Auctionata versteigerte laut eigenen Angaben ausschließlich live und online, während der Auktionen waren allerdings auch immer Saalbieter anwesend.
Für die Gebote, die online abgegeben werden, entwickelten die Gründer von Auctionata, Alexander Zacke und Georg Untersalmberger, ein eigenes Versteigerungsformat und meldeten dieses zum Patent an. Dabei werden die Versteigerungsobjekte während der Auktion in einer Studiosituation abgefilmt, wodurch das bisher bei Auktionen notwendige Studium des Kataloges sowie die Anreise zur Besichtigung und Versteigerung der Objekte hinfällig werden sollten. Die Technologie galt jedoch noch als unerprobt und fehleranfällig.
Im Gegensatz zur weitverbreiteten eBay-Auktion führte Auctionata Versteigerungen im Sinne des § 156 BGB durch, die beim zuständigen Ordnungsamt registriert und von einem Auktionator geleitet wurden. Dadurch kam kein Fernabsatzvertrag zustande. Laut Gründer Alexander Zacke wurde die Technologie der Live-Auktionen in erster Linie entwickelt, um mit den multinationalen Auktionshäusern Christie’s und Sotheby’s in Wettbewerb zu treten.
Die Titelmusik zur wöchentlichen Ausstrahlung der Live-Auktionen stammte von dem Berliner Komponisten Enis Rotthoff.

## Versteigerte Objekte
Am 7. Juni 2013 wurde eine Patek Philippe Referenz 2499 Armbanduhr mit Chronometer, Mondphase und ewigem Kalender aus dem Jahr 1953 online versteigert und zu einem Rekordpreis von 470.000 Euro zugeschlagen.
Im Jahr 2012 wurde ein Aquarell von Egon Schiele aus dem Jahr 1916 in einem privaten Nachlass entdeckt und auf eine Million Euro geschätzt. Laut Handelsblatt handelte es sich dabei um eine Sensation für den Kunstmarkt. Gemäß Aussage der Eigentümerin des Bildes wäre dieses beinahe unentdeckt geblieben und im Altpapier gelandet. Am 21. Juni 2013 wurde das Bild Liegende Frau online versteigert und für 1,83 Millionen Euro zugeschlagen.
Ebenfalls am 21. Juni 2013 wurde ein Ölgemälde von Carl Moll online versteigert und für 297.000 Euro zugeschlagen. Es handelte sich dabei um den weltweit höchsten jemals für ein Bild dieses Malers erzielten Auktionszuschlag.
Im Oktober 2013 wurde bekannt, dass Vincent van Goghs Rohrfeder- und Bleistiftzeichnung Die Ebene von La Crau, entstanden im Mai 1888, bei Auctionata in Berlin auf 360.000 Euro geschätzt wurde und am 29. November 2013 versteigert werden sollte. Das Bild stammte aus dem Besitz des Hollywood-Produzenten und Oscar-Preisträgers Harold Hecht. An der Eigenhändigkeit des Bildes bestand laut Frankfurter Allgemeine Zeitung kein Zweifel. Es ist dies das erste Original von Vincent van Gogh, das in Deutschland angeboten wurde; der Zuschlag erfolgte bei 320.000 Euro.
Am 20. Juni 2015 wurde eine kaiserliche Chinesische Automatenuhr aus dem späten 18. Jahrhundert online versteigert und zu einem Rekordpreis von 3,37 Millionen Euro zugeschlagen. Bei dem Käufer handelte es sich um den Chinesischen Milliardär Liu Yiqian.

## Kritik

### Möglicherweise gefälschtes Gemälde
Am 7. Dezember 2012 wurde das Oskar Kokoschka zugeschriebene Gemälde Rosen II versteigert, welches von der Fondation Oskar Kokoschka als Fälschung ausgewiesen wurde. Das Negativ-Gutachten hat Auctionata vor der Versteigerung zwar veröffentlicht, aber kritisiert, dass die Beurteilung nur auf Grundlage von Fotografien gefällt wurde und „Materialwissenschaftliche Untersuchungen [...] nicht durchgeführt“ wurden. Auf eine solche Untersuchung zum Beleg der Echtheit konnte aber auch Auctionata nicht verweisen. Zudem hat das Auktionshaus nicht auf die bekannte Korrespondenz zwischen Kokoschka und dem Kunst-Sammler Willy Hahn hingewiesen, in der Kokoscha über Rosen II schreibt: „Auch mir tut die Fälschung leid“. Das Gemälde erzielte bei Auctionata dennoch 7.500 Euro.

### Nutzung von fremden Markennamen für eigene Werbung in Suchmaschinen
Auctionata bemühte sich um eine aggressive Präsenz im Internet und kaufte sich auch für bestimmte Schlüsselwörter auf die erste Seite bekannter Suchmaschinen ein. Als Schlüsselwörter fungierten auch die Namen traditionsreicher Auktionshäuser wie Lempertz, Van Ham, Villa Grisebach, Dorotheum, Im Kinsky, Bonhams, Christie’s, Sotheby’s usw. Auctionata wurde diesbezüglich auch geklagt, jeder „Fall der Zuwiderhandlung“ wird mit einem „Ordnungsgeld in Höhe von bis zu 250.000 Euro“ belangt.

### Gebote durch den Vorstand
Im April 2016 wurde ein Bericht des Wirtschaftsprüfers KPMG aus den Jahren 2013 und 2014 bekannt, laut dem Auctionata bzw. Alexander und Susanne Zacke bei den eigenen Auktionen mitgeboten hätten, obwohl dies laut Deutscher Gewerbeordnung ausdrücklich verboten sei. Weiterhin hätten die Gründer 2013 und 2014 Objekte im Wert von mehr als 500.000 Euro eingeliefert und sich dafür erhebliche Vorschüsse auszahlen lassen. Auctionata reagierte auf die Vorwürfe mit einer Pressemitteilung, der Prüfbericht wurde von Auctionata selbst in Auftrag gegeben, er betreffe nur die Frühphase eines Startups und die aufgezeigten Themen seien bereits aufgearbeitet.

## Auszeichnungen
Die Website auctionata.de wurde 2012 auf der Konferenz Digital Life Design mit dem Digital Star Award ausgezeichnet.